# Marguerite Georges
Marguerite-Joséphine Weimer, coneguda com Mademoiselle Georges i després Mademoiselle George, (Bayeux (Normandia), 23 de febrer, 1787 - Passy (16è districte de París3), 11 de gener, 1867), va ser una actriu francesa.
Segons Victor Hugo, Théophile Gautier, Alexandre Dumas pare, Eugène de Mirecourt i altres testimonis, va ser l'actriu tràgica que va donar més llum a l'escenari francès.

## Els inicis
Marguerite-Joséphine Weimer va prendre com a nom de teatre el nom de pila del seu pare, que només trobem escrit, en vida, amb la seva s final. La seva mare, Marie Verteuil, era tia de Jules Verteuil, el secretari de la Comédie-Française, era ella mateixa actriu i feia de minyones amb talent. Després d'haver seguit el seu pare a Amiens, on més tard dirigiria el teatre, Marguerite es va iniciar en aquesta ciutat en el drama i l'òpera còmica, sota la seva direcció.
Des dels cinc anys va interpretar papers infantils a Els dos caçadors i la lletera, Paul i Virginie, Els dos petits savoyards, El judici de París. La famosa cantant Louise Rosalie Lefebvre, coneguda com Madame Dugazon, de gira a Amiens, li va ensenyar el paper d'"Adolphe" a Camille ou le Souterrain. Meravellada per l'amabilitat i la precocitat de la petita actriu, es va enamorar de l'infant i va demanar al seu pare que la confiés a ella. "Jo cuidaré de la seva fortuna", va afegir, però Georges Weimer, que adorava la seva filla, no va voler separar-se d'ella.
Uns anys més tard, l'any 1801, la famosa Mademoiselle Raucourt, encarregada de reclutar, per a la Comédie-Française, una estudiant, a qui el govern destinava una pensió de 1.200 francs, si es considerava digna de les lliçons de la tragèdia, es va trobar de passada. a través d'Amiens, on George, que aleshores tenia catorze anys i semblava que en tingués divuit, el va interpretar al costat de Dido i Phèdre. George es desenvolupà tan bé en els papers d'«Elise» i d'«Aride» que Mademoiselle Raucourt, després d'haver informat els Weimer de les condicions del ministre, va obtenir l'oportunitat de portar a París la dona la fama de la qual un dia havia de superar la seva.
Acompanyada de la seva mare per obviar la fama de la qual gaudia Raucourt, Mademoiselle George va anar a París on va seguir, sempre acompanyada de prop per la seva mare, les lliçons de Raucourt a l'antiga caseta de Teresa Cabarrús. Raucourt era, aleshores, la tràgica reina sense rival del Théâtre-Français, on es destacava per la noblesa de la seva interpretació i la puresa de la seva dicció, però mancava de sentiment i de tendresa. La seva jove alumne, sensible, dotada d'una veu càlida i ben tonificada, estesa i sonora, flexible i potent, va extreure de la seva pròpia profunditat allò que li mancava al seu mestre i va saber combinar les seves altes qualitats amb les d'un treball natural i apassionat. Va debutar el 29 de novembre de 1802 amb Clitemnestre a l'obra Iphigénie en Aulide de Jean Racine.
La seva entrada a l'escenari va ser l'inici d'un triomf general que aclamava tant la seva bellesa com la seva veu, flexible i rica, amb una dicció pura i elegant. Va interpretar tres vegades el paper de Clitemnestra que va ser un èxit, després va passar al d'Amenaïde i l'èxit va créixer. Finalment, va abordar el paper d'Idamé, a L'Orphelin de la Chine.

## Protecció de Bonaparte
Va ser per aquesta època que després d'haver estat l'amant de Lucien Bonaparte, es va convertir en la del seu germà, el primer cònsol Napoleó Bonaparte, que va dir d'ella: "És la dona més bella d'Europa, aquest que va empènyer la seva rival Mademoiselle Duchesnois per crear una càbala, que dividia els amants del teatre en dos camps. Els seus partidaris van declarar que la seva admiració havia estat sorprèsa i la batalla va començar. Hi havia dues festes dramàtiques, i gairebé polítiques, al Teatre Francès: els georgians i els circassis. Els georgians van al·ludir a la primesa de Duchesnois anomenant-la els seus partidaris Carcassiens. Els dies en què les dues actrius actuaven a la mateixa habitació, els bancs del terra volaven a la sala. Després que els georgians van convèncer el seu ídol, com a resposta als crits dels carcassians, perquè interpretés Phèdre, el triomf dels Duchesnois, la victòria va quedar amb George, admirablement apassionat de l'obra mestra de Racine, i ella va poder afrontar tots els papers:Athalie, Merope, Agripina, Cleòpatra, Medea. Va ser proclamada primera de les reines. Els mateixos carcassians més endurits declaraven que inimitable a Semíramis, es va superar a si mateixa a Merope.

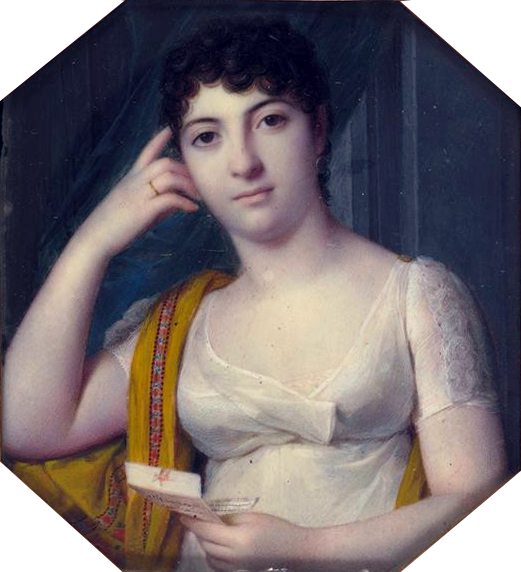
Miniatura de Mademoiselle George av. 1867.

El 1802, George, protegida per Bonaparte, i Duchesnois per Joséphine, foren contractades al Théâtre-Français amb un sou de quatre mil francs. El 29 de maig de 1802, George va actuar al Théâtre Français a Cinna de Pierre Corneille, i J.B. Boucheseiche, cap de la 5a divisió de la Prefectura de Policia, va confirmar en una nota al Prefecte de Policia l'enviament de tres o quatre agents de pau a la representació.

L'any 1804, el ministre Chaptal va rebre les dues rivals, membres a mitja acció, amb atribucions clarament definides. Va ser el cim del favor i calia ni més ni menys que la influència de Bonaparte, d'una banda, i la de Joséphine, de l'altra, per aconseguir aquest doble resultat.
| « | "—Com et va deixar Napoleó? —va preguntar un dia Alexandre Dumas sènior a Mademoiselle George. —M'ha deixat per fer-se emperador! ella va respondre. | » |

El 1806, Mademoiselle George va crear el paper de la reina, a Les Templiers, de Raynouard, que va tenir èxit. Després va crear el paper de Mandane a la tragèdia dArtaxerxès de Delrieu, el 30 d'abril de 1808."

## Protecció del tsar Alexandre I

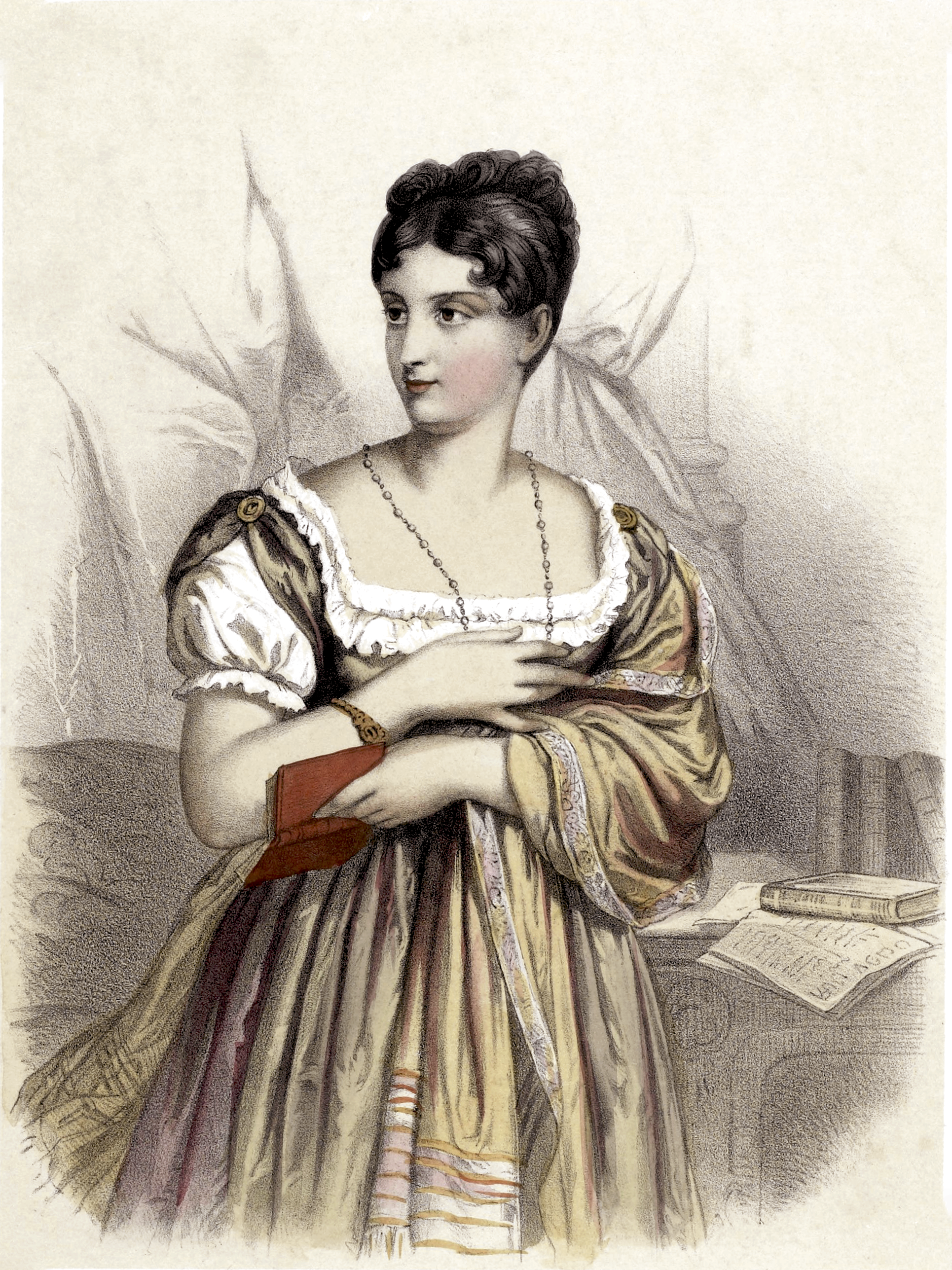
Mademoiselle George per Jules Champagne

El cinquè dia dArtaxerxes, l'11 de maig, va desaparèixer, per ordre de Talleyrand, l'agent del qual s'havia convertit: amb la missió, en particular, de seduir el tsar Alexandre I. Va arribar a Sant Petersburg, via Viena, on va ser rebuda per la princesa Bagration i va fer parada a Vilna on va ser aplaudida per les princeses poloneses. A Rússia, la seva vida va entrar en una nova etapa. Va debutar a Peterhof, acompanyada de Vedel i Mainvielle: el gerent Fleuriot havia portat especialment Vedel de París per interpretar els papers principals. Després de vuit representacions fetes a la Cort, davant del tsar Alexandre, els seus germans Constantí i Miquel, l'emperadriu mare i l'emperadriu regnant, Mademoiselle George va debutar amb gran èxit al Gran Théâtre. Tota la sala va aplaudir com una sola i les mateixes princeses van cridar: "George! Jordi!" Plovien corones i flors. La tràgica, ídol dels russos, remunerada reialment i plena de regals, conduïa un tren principesc, caminant sovint en un magnífic carruatge tirat per quatre castanys ucraïnesos. Els seus diamants eren llegendaris. Quan l'emperador Alexandre la va veure, va baixar del seu cotxe per saludar-la.
El 28 de setembre de 1808 va representar Cinna a Erfurt davant l'emperador, el tsar i el rei de Saxònia. El dia 29 va interpretar a Britannicus, davant de la mateixa assemblea més el príncep Guillem de Prússia, el duc Guillem de Baviera i el príncep Leopold de Sajonia-Coburg. El 3 d'octubre va ser Filoctetes, el dia 4, va ser el torn dIfigènia a Àulide, el dia 6, la Mort de César, davant d'un públic completament coronat: dos emperadors, tres reis, una reina, vint prínceps i sis grans ducs. La seva única rival a l'escena russa va ser Ekaterina Semenova.

Un temps abans de l'entrada de Napoleó a Rússia, la senyoreta George havia demanat permís al tsar per sortir de Sant Petersburg, que va respondre:
| « | "— Senyora, donaré suport a la guerra contra Napoleó per mantenir-vos. —Però, Senyor, el meu lloc ja no és aquí; ella és a França. — Deixa que el meu exèrcit prengui el capdavant i jo t'hi conduiré. — En aquest cas, prefereixo esperar fins que els francesos siguin a Moscou, esperaré menys temps." | » |

Com que es va negar enèrgicament a obeir les ordres de la policia russa d'il·luminar les finestres de casa seva amb cada nova victòria russa, el tsar va acabar donant-li permís per marxar. Va ser rebuda admirablement per Bernadotte (Carles XIV Joan) a Estocolm on va estar tres mesos, celebrada i mimada per la Cort i la ciutat. El juny de 1813 marxà cap a Westfàlia on fou rebuda pel rei Jérôme Bonaparte. A Dresden, va fer cinquanta actuacions del 22 de juny al 10 d'agost.
L'exili voluntari de la senyoreta George li va donar una talla europea. A França, tot i que la seva marxa va causar escàndol, el seu retorn va ser un triomf. Les transgressions de George no fan més que augmentar la seva fama.

## Retorn a França

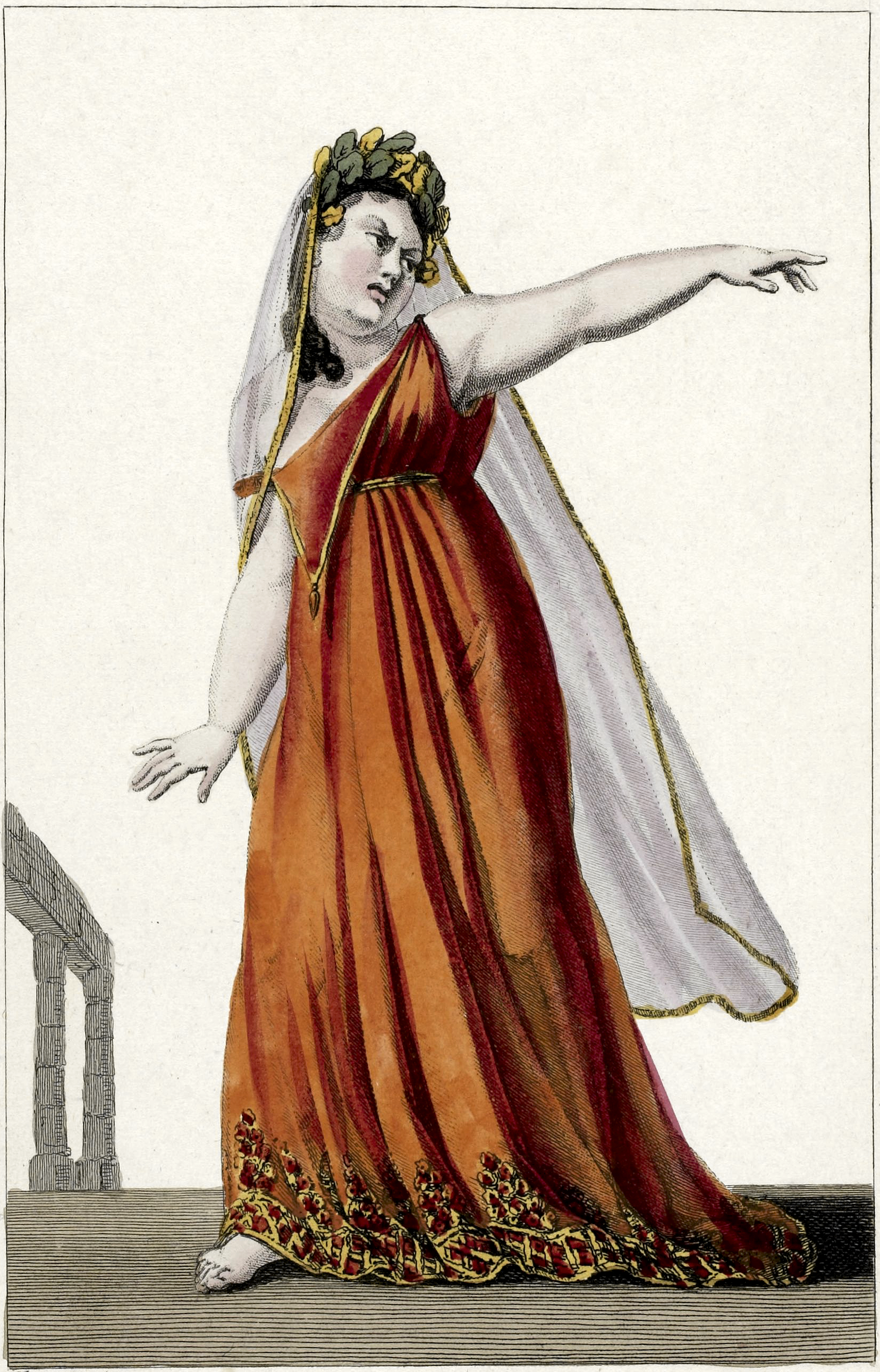
Mademoiselle George en el paper de la Pitonesa d'Endorau a Saül de Soumet, 1822.

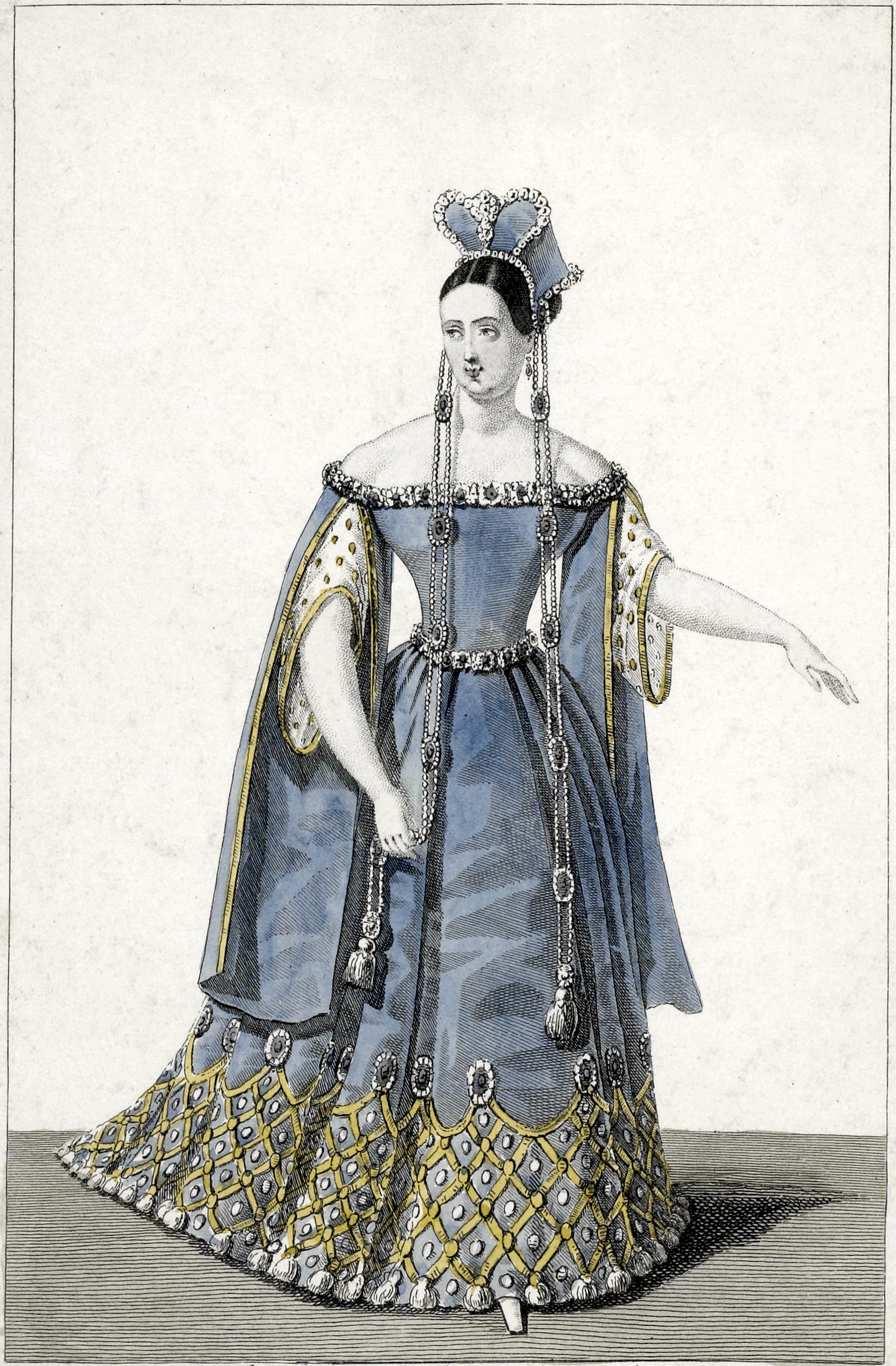
Mademoiselle George en el paper d'Isabeau de Bavière a Périnet Leclerc de De Bourgeois i Lockroy, 1832.

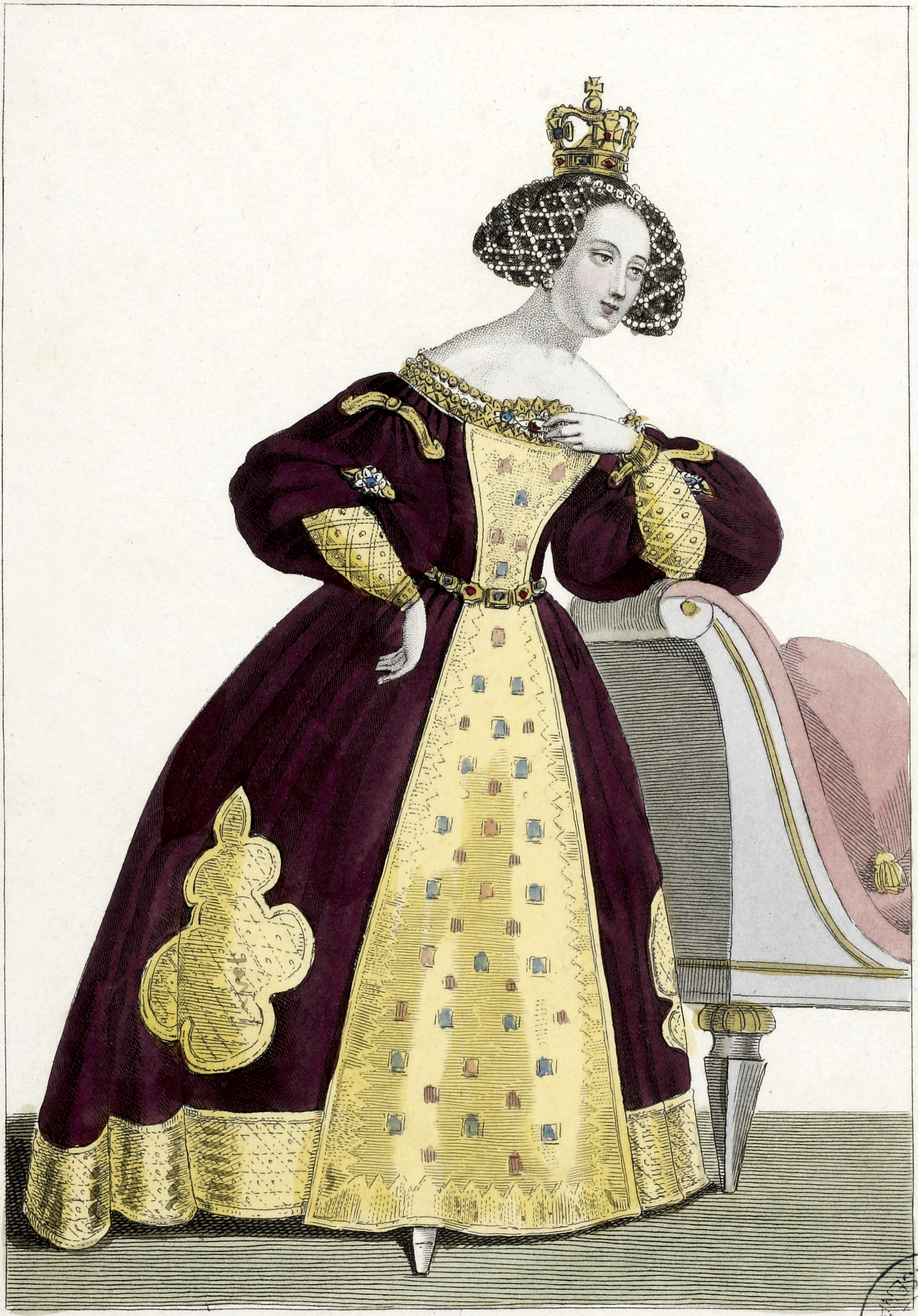
Mademoiselle George en el paper de l'emperadriu a L'emperadriu i la jueva d'Anicet Bourgeois, 1834.

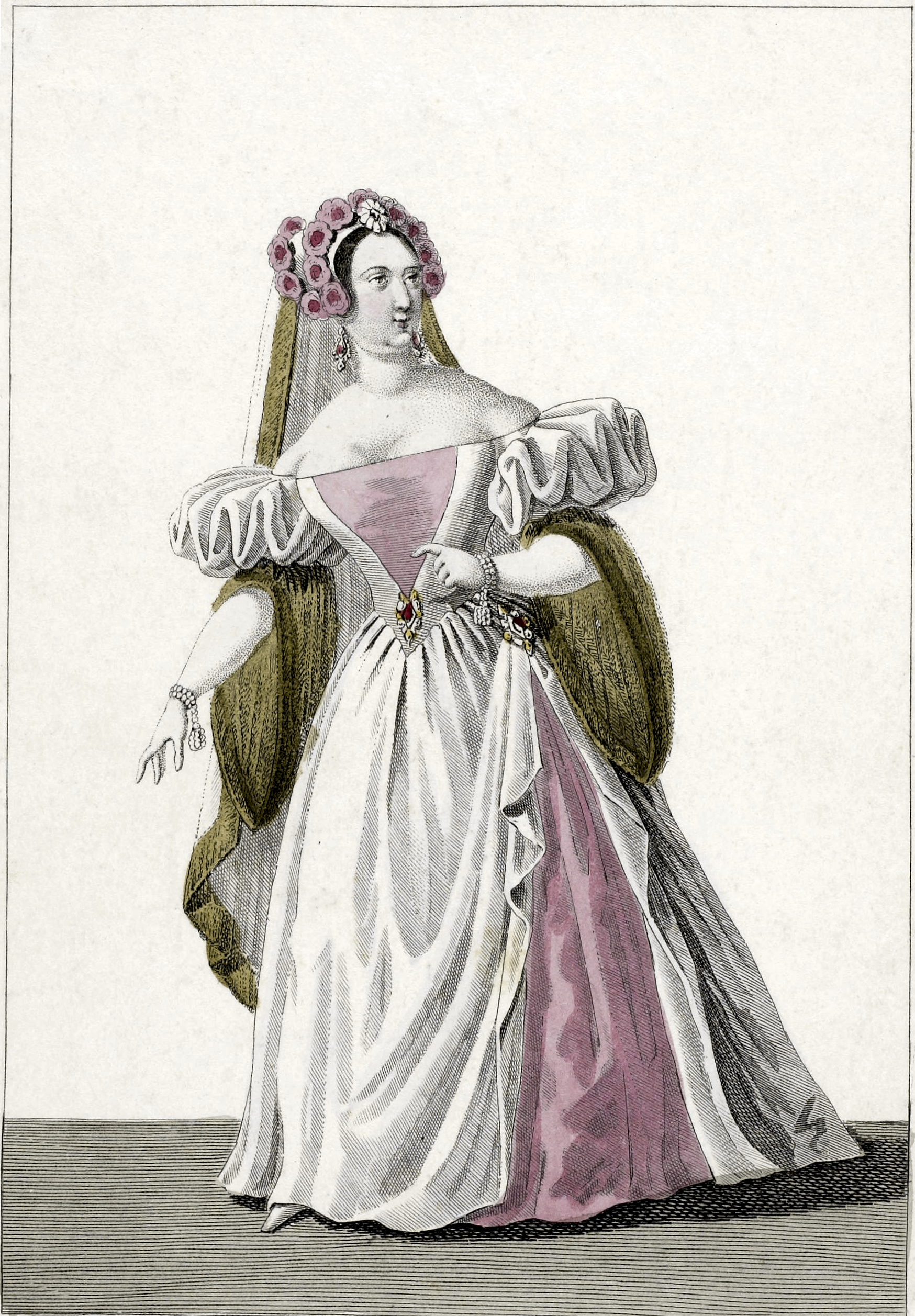
Mademoiselle George en el paper de Theodora a La Vénitienne d'Anicet Bourgeois, 1834.

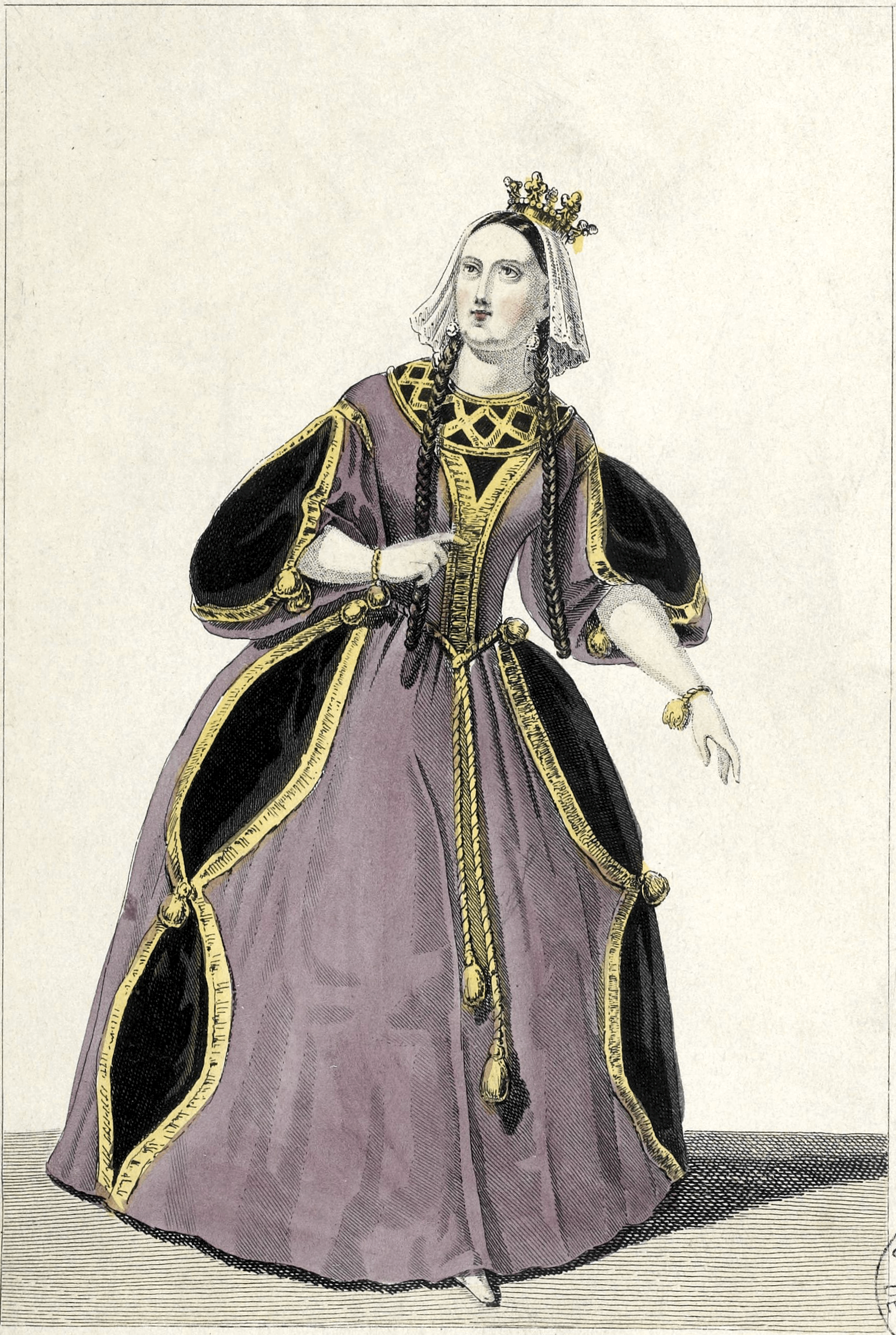
Mademoiselle George com Vallombra a Els set infants de Lara de Sébastien Mafille, 1836.

Reintegrada, gràcies a Napoleó I, a la Comédie-Française amb plens drets, i el temps de la seva absència comptava com a presència, George va reaparèixer amb èxit a Clitemnestra. Va heretar la finca de Mademoiselle Raucourt que, retirada al camp, només va fer el seu paper. Va ser en aquest moment quan Napoleó va caure i va ser exiliat. La seva caiguda va ser una pena punyent per a George. També, durant el retorn de l'Illa d'Elba, l'actriu Mart i George, volent presenciar el retorn de l'emperador, van agafar una finestra a Frascati. Portaven barrets de palla d'arròs blanc, decorats amb enormes rams de violetes. Se sabia que van ser perseguitdes durant un any a la Comédie-Française, per la seva vinculació a l'emperador: se'ls va fer notar, les violetes eren un emblema del mes de març, mes del naixement del rei de Roma i el retorn de Napoleó. A partir d'aquell dia, les violetes es van convertir en un símbol. Alguns fins i tot portaven, com a ordre de cavalleria, una violeta daurada al trau. Quan Talma, George i Mars van aparèixer a l'escenari al vespre, van ser fortament aplaudits. Després de Waterloo, la senyoreta George va demanar el favor d'acompanyar l'emperador caigut a Santa Helena. Havia desaparegut a les províncies quan una ordre del 8 de maig d'expulsió de la Comédie-Française la va trobar allà.
George va continuar durant cinc anys, de 1816 a 1821, la sèrie triomfal de les seves representacions als escenaris de totes les grans ciutats franceses. A principis de 1810, George, de pas per Caen, va voler tornar a veure la seva ciutat natal, a la qual estava tan a prop. Va arribar el 4 de gener a la ciutat de Bayeux on l'anunci de la seva arribada havia provocat una gran emoció. Molt acollida, es va mostrar molt sensible a aquestes mostres de simpatia, dient a qui l'escoltés que venia a "actuar amb la família" i que faria tots els seus esforços per merèixer els vots dels seus compatriotes i gaudir l'èxit a Merope.
Lluís XVIII, volent demostrar-li el valor que donava al seu talent, li va concedir un benefici a l'Òpera, a Britannicus', amb el suport de tota la Comédie-Française. De memòria viva, no había vist tal afluència. Reconciliada amb el públic parisenc, George va reprendre, a l'Odéon, on va interpretar el 1821, tots els seus papers principals: Sémiramis, Mérope, Idamé, Clitemnestra.
George tenia tota la sala suspesa en el seu gest i la seva mirada i el silenci en ella era tan eloqüent com les paraules. Cobrint situacions difícils amb la majestuositat de la seva naturalesa, amb aquesta poderosa audàcia del geni, va passar per sobtades i sublims transicions de les llàgrimes al riure i del riure al terror. Soumet, a la seva obra Saül (1822), va confiar el paper de Pitoness a George i va compondre Cleòpatra i Joana d'ArcAlexandre Soumet expressament per a ella. Aquesta última va tenir un èxit prodigiós. Alexandre Soumet, de la mateixa manera que la Jane Shore de Lemercier s'havia fet pensant en Talma, la Jane Shore de Liadières va ser composta per a George. Aquest va ser el seu primer intent de drama shakespearià; va ser un preludi de Christine i Lucrezia Borgia, va crear llavors Salomé dels Macabeus, on va ser aplaudida amb entusiasme.
L'any 1823 va aparèixer a Comte Julien, el principal mèrit del qual era ser interpretat per l'actriu de moda. El 1827, una escapada improvisada la va portar a Londres on va obtenir la representació pública i oberta d'una obra francesa. El 28 de juny de 1827 va donar Sémiramis i, pocs dies després, va fer de Mérope amb el mateix èxit. El 1828 va formar una tropa de vol amb el seu compatriota Harel i va fer un altre recorregut per les províncies. Durant aquesta gira, va anar al se poble natal a fer algunes actuacions, Bayeux per segona vegada. Arribant al desembre amb Harel, va interpretar Sémiramis, Joana d'Arc, Cleopatra, Rodogune i Phèdre. El 1829 va viatjar a Amsterdam on va fer diverses representacions. Aquell mateix any, 1829, la veu tornar a l'Odéon, del qual Harel acabava de fer-se càrrec de la direcció en un moment en què l'alba del romanticisme apareixia a l'horitzó i la nova fórmula de l'art dramàtic trobava en ell un suport ferm i entregat.
Sense abandonar les obres mestres clàssique, George es va dedicar, cos i ànima, a la interpretació de drames romàntics i es va convertir en l'estendard de la nova escola, creant els papers principals a Fête de Néron, Norma de Soumet, Maréchale d'Ancre, d'Alfred de Vigny, Jeanne le folle, de Fontan. Tanmateix, l'Odeon era un escenari força clàssic i antic de moda per a les obres de teatre de la nova escola que a Harel li agradava cada cop més, tant artísticament com econòmicament. El 3 de desembre de 1831, acompanyat d'una magnífica comparsa, va passar a la direcció del teatre Porte Saint-Martin seguit de la George. Després d'una reproducció de Christine, va crear successivament els papers principals a La Tour de Nesle, Périnet Leclerc, Lucrèce Borgia, la Chambre ardente, Marie Tudor, la Famille Moronval, les Malcontents, le Manoir de Montlouvier, la Guerre des servantes, Jeanne de Nàpols, Isabeau de Baviera, la marquesa de Brinvilliers, els set infants de Lara, la veneciana, l'emperadriu i la jueva, la monja sagnant.

A l'estrena de Lucrezia Borgia, George va rebre un aplaudiment tan gran en el primer acte que l'emoció gairebé li va impedir interpretar els altres: "Ah! El meu amic! li va dir a Victor Hugo: "Mai tindré la força per continuar". El poeta la va haver de consolar perquè pogués completar el seu paper amb el mateix èxit que al principi. Cap actriu l'ha igualat mai en aquesta escena, l'endemà, va escriure:
| « | "La senyoreta Georges passa, com ella vol, i sense esforç, del tendre pathos al terrible pathos. Et fa aplaudir i et fa plorar. És sublim com Hècuba i commovedora com Desdèmona. | » |

Sobre la creació del paper de Marie Tudor, el poeta va escriure: "Des del somriure encantador, amb què obre el segon acte, fins al crit desgarrador, amb què tanca l'obra, no hi ha cap de matisos del seu talent que ella destaca admirablement. Crea, en la mateixa creació del poeta, quelcom que sorprèn i delecta el mateix autor; acaricia, espanta, toca, i és un miracle del seu talent que la mateixa dona, que t'acaba de fer estremir tant, et faci plorar tant.}}Rachel, havent-se negat sempre obstinadament a acceptar el consell de George per interpretar Mary Tudor, l'autora va rebutjar constantment el paper. "Ni Lucrezia Borgia ni Marie Tudor trobaran un intèrpret d'aquesta força durant molt de temps", va escriure Théophile Gautier el 1845.
| « | "El record de Georges sempre es barrejarà amb aquests dos papers formidables on va col·laborar de debò amb el poeta, i aquells qui no ho va veure si no has vist les dues obres de teatre interpretades per l'actriu, tampoc en entendràs el seu irresistible i immens efecte." | » |

Un dels grans èxits de George va ser La Tour de Nesle. Se li havia fet el paper de Marguerite de Bourgogne i va ser amb certa injustícia que va retreure a l'autora haver-la sacrificada a Bocage que interpretava Buridan. No obstant això, els disturbis que van marcar l'inici del regnat de Lluís Felip I havien assestat els cops més desastrosos a l'èxit de la direcció de Harel. Les prohibicions del Pacte de Fam i Vautrin van completar la ruïna del desafortunat director (26 de març de 1840) que després va haver de reprendre les seves funcions d'empresari errant amb George a qui va portar primer a les províncies, després a Itàlia, a Àustria i fins a Crimea. Fins i tot va tornar a Sant Petersburg on va ser tan aplaudida com en el seu primer viatge. El març de 1840 va tornar a la seva ciutat natal per tercera i última vegada, interpretant Marie Tudor i Marguerite de Bourgogne, de La Tour de Nesle.
Després d'haver-se jubilat el maig de 18492, va viure enfeinassada i va obtenir el càrrec d'inspectora del Conservatori, anteriorment assignat a l'actriu Mars. Va tornar a aparèixer a l'escenari de la Comédie-Française per a una actuació a Rodogune, que va deixar bocabadats els espectadors de veure-la encara amb tant de poder. El seu darrer esforç va ser, sens dubte, una actuació a l'Odéon el 3 de juliol. En el moment de la seva mort (que es va produir a casa seva, 3 rue du Ranelagh, a Passy, "quasi indigent"), la premsa era excel·lent. La gent anava amuntegada al seu enterrament i l'Església, avara amb la seva pompa per a Molière, s'hi va prodigar per al creador inspirada en el paper de Salomé als Macabeus. Va ser enterrada al cementiri de Père-Lachaise.

## Familiars
La tragèdia tenia una germana, que apareixia, sota el nom de «George Cadette», en diversos teatres on inicialment interpretava els papers d'una ingènua amb gràcia i decència. Més tard, va passar a l'ocupació de confidents i va interpretar diversos papers amb veritable talent. Georges Cadette es va destacar especialment a l'escenari de Porte-Saint-Martin i al Théâtre-Historique. Va crear els papers de "Mlle de Vaudrey" a Vautrin (1840), de "Nany" de Kennedy a Catherine Howard (1843), de "Veuve Plumeau" a Le Chevalier de Maison-Rouge (1847).

## Recepció
Segons Théophile Gautier, l'any 1835,
| « | "Mademoiselle George s'assembla, inequívocament, a una medalla de Siracusa, o a una Isis dels baixos relleus d'Eginetic. L'arc de les seves celles, traçat amb una puresa i finor incomparable, s'estén sobre dos ulls negres plens de flames i llamps tràgics. El nas, prim i recte, tallat per una fosa nasal obliqua i apassionadament dilatada, s'uneix amb el front per una línia d'una senzillesa magnífica. La boca és poderosa, esmolada a les seves cantonades, superbament desdenyosa, com la d'una Nèmesis venjativa, que espera l'hora de desmorzar el seu lleó amb les ungles de bronze; aquesta boca, tanmateix, té uns somriures encantadors que floreixen amb una gràcia totalment imperial, i no diria, quan vol expressar tendres passions, que acaba de llançar l'antiga imprecació o l'anatema modern, La barbeta, plena de força i de resolució, és marcat amb fermesa, i destaca, amb un traç majestuós, aquest perfil més de deessa que de mortal. Com totes les dones belles del cicle pagà, Mademoiselle Georges té un front ample i ple, inflat a les temples, però no alt, força semblant al de la Venus de Milo, un front voluntari, voluptuós i poderós. Una singularitat notable del coll de Mademoiselle Georges és que en lloc d'arrodonir-se internament al costat del coll, forma un contorn arrodonit i sostingut que uneix les espatlles a la base del cap sense cap sinuositat. Hi ha quelcom de formidable en la fixació dels braços pel vigor dels músculs i la violència del contorn; una de les polseres d'espatlla faria un cinturó per a una dona de mida mitjana; però són molt blanques, molt pures, que acaben amb un canell de delicadesa infantil, i unes mans simpàtiques, colpejades amb clotets, autèntiques mans reials fetes per portar el ceptre i pastar el mànec de la daga d'Èsquil i Eurípides" | » |

## Teatre
Carrera a la Comédie-Française
- 1802: Iphigénie en Aulide de Jean Racine : Clytemnestre
- 29 maig 1802: Cinna de Pierre Corneille a Théâtre Français:
- 1803: Andromaque de Jean Racine, Comédie-Française : Hermione
- 1803: Bajazet de Jean Racine, Comédie-Française : Roxane
- 1803: Phèdre de Jean Racine, Comédie-Française : Phèdre
- 1804: Guillaume le Conquérant d'Alexandre Duval, Comédie-Française : Mathilde
- 1804: Iphigénie de Jean Racine, Comédie-Française : Eriphile
- 1805: Les Templiers de François Just Marie Raynouard : Joana I de Navarra
- 1806: Nicomède de Pierre Corneille : Arsinoé
- 1806: Esther de Jean Racine : Esther
- 1806: Athalie de Jean Racine : Athalie
- 1806: Octavie de Jean-Marie Siouriguères de Saint-Marc : Poppée
- 1807: Bérénice de Jean Racine : Bérénice
- 1807: Nicomède de Pierre Corneille : Laodice
- 1807: La Mort de Du Guesclin de Hyacinthe Dorvo : Jeanne de Laval
- 1808: Artaxerxès d'Étienne-Joseph-Bernard Delrieu : Mandane
- 1814: La Rançon de Du Guesclin d'Antoine-Vincent Arnault : Plantilla:Mme Du Guesclin
- 1814: Ulysse de Pierre-Antoine Lebrun : Pénélope
- 1815: Jeanne Gray de Charles Brifaut : Marie
- 1815: Britannicus de Jean Racine : Agrippine
- 1815: Démétrius d'Étienne-Joseph-Bernard Delrieu : Laodice
- 1816: Charlemagne de Népomucène Lemercier : Régine
- 1817: Germanicus d'Antoine-Vincent Arnault : Plancine

Excepte la Comédie-Française

- 1822: Les Machabées d'Alexandre Guiraud, théâtre de l'Odéon : Salomé
- 1822: Saül d'Alexandre Soumet, théâtre de l'Odéon : la Pythonisse d'Endor
- 1832: La Tour de Nesle de Frédéric Gaillardet et Alexandre Dumas, théâtre de la Porte-Saint-Martin: Marguerite de Bourgogne
- 1832: Périnet Leclerc ou Paris en 1418 d'Anicet Bourgeois i Joseph-Philippe Lockroy, théâtre de la Porte-Saint-Martin : Isabeau de Bavière
- 1833: Lucrèce Borgia de Victor Hugo, théâtre de la Porte-Saint-Martin : Lucrezia Borgia
- 1833: La Chambre ardente de Jean-François Bayard i Mélesville, théâtre de la Porte-Saint-Martin : Marie-Madeleine Dreux d'Aubray
- 1833: Marie Tudor de Victor Hugo, théâtre de la Porte-Saint-Martin : Maria Tudor
- 1834: La Vénitienne d'Anicet Bourgeois i Alexandre Dumas, théâtre de la Porte-Saint-Martin : Theodora
- 1834: Les Mal-contents de 1579 de d'Épagny et Alexandre Jarry, théâtre de la Porte-Saint-Martin : Margarida d'Angulema
- 1834: Catherine Howard d'Alexandre Dumas, théâtre de la Porte-Saint-Martin : Kennedy
- 1834: L'Impératrice et la Juive d'Anicet Bourgeois i Jean-Philippe Lockroy, théâtre de la Porte-Saint-Martin : L'Impératrice
- 1835: La Nonne sanglante de Julien de Mallian i Auguste Anicet-Bourgeois, théâtre de la Porte-Saint-Martin : Marie de Rudenz / Stella
- 1836: Les Sept Infans de Lara de Sébastien Mallefille, théâtre de la Porte-Saint-Martin : Dona Vallombra
- 1836: Léon de Balisson de Rougemont, théâtre de la Porte-Saint-Martin : Madame de Linières
- 1837: Jeanne de Naples de Paul Foucher, théâtre de la Porte-Saint-Martin : Jeanne de Naples
- 1837: La Guerre des servantes de Jules-Édouard Alboize de Pujol, Emmanuel Théaulon i Charles Jean Harel, théâtre de la Porte-Saint-Martin : Washla
- 1838: Peau d'âne d'Émile Vanderbruch i Laurencin, théâtre de la Porte-Saint-Martin : Felippa
- 1839: Le Manoir de Montlouvier de Joseph-Bernard Rosier théâtre de la Porte-Saint-Martin : la vescomtessa de Flavy
- 1843: La Folle de la cité de Charles Lafon théâtre de la Gaîté : Madame Sydney

## Posteritat
El 1998, es va convertir en un personatge de l'obra Frédérick ou le Boulevard du Crime d'Éric-Emmanuel Schmitt, un fresc colorit del París revolucionari.